# Col de Mary
Le col de Mary, aussi appelé col de Maurin, est un col alpin dans le massif de Chambeyron à cheval sur la frontière franco-italienne. Il est situé côté français à l'extrémité du vallon de Mary dans la commune de Saint-Paul-sur-Ubaye dans les Alpes-de-Haute-Provence et côté italien dans le val Maira dans le Piémont. Il domine les lacs de Roure à une altitude comprise entre de 2 633 et 2 641 mètres selon les sources.
Le col est un point de passage du sentier de grande randonnée de pays (GR) Tour du Chambeyron et est atteint côté italien par le sentier Roberto Cavallero (it).
Au col se trouve la boîte aux lettres réputée la plus haute d'Europe[réf. nécessaire], qui permettait autrefois aux ouvriers piémontais travaillant dans les carrières de Haute-Ubaye de rester en contact avec leurs familles restées en Italie. Le courrier y est toujours régulièrement relevé.
Une expérience historico-scientifique y a été menée en juillet 2019 sous la houlette de l'historien Stéphane Gal, du Laboratoire de recherche historique Rhône-Alpes, avec des historiens, physiologistes et biomécaniciens, pour reproduire le franchissement des Alpes par l'armée de François Ier en 1515 dans les conditions et avec l'équipement de l'époque (armes, armure, musette de nourriture...) et avec chevaux et mulets. L'armée royale était passée par le col de Larche, situé une quinzaine de kilomètres plus au sud, mais celui-ci possède désormais une route goudronnée. Le sentier raide et pierreux du col de Mary est celui qui ressemblait le plus à celui au col de Larche de l'époque. Cette expérience a fait l'objet d'un livre (Chevaliers dans la Montagne, Corps et armes et corps en marche, 1515-2019) et d'un documentaire.